# Trahaearn ap Caradog
Trahaearn ap Caradog (... – 1081) regnò sul Gwynedd dal 1075 al 1081.
Alla morte di Bleddyn ap Cynfyn nel 1075 nessuno dei suoi figli fu in grado di reclamare il trono. Allora, salì
al trono il cugino Trahaearn ap Caradog. La sua famiglia  proveniva forse da Arwystli, al confine tra il Gwynedd e il Powys. In quello stesso anno Gruffydd ap Cynan giunse nell'Anglesey con una forza militareirlandese, sconfisse Trahaearn e ottenne il controllo del Gwynedd. Comunque, la tensione tra la guardia del corpo irlandese di Gruffydd e la locale popolazione gallese portò ad una ribellione a Llŷn e Trahaearn colse l'opportunità per attaccare e sconfiggere Gruffydd nella battaglia di Bron yr Erw 1075 e per costringerlo a fuggire in Irlanda. 
Nel 1078 Trahaearn sconfisse nel sud del Galles Rhys ab Owain del Deheubarth, responsabile dell'uccisione di Bleddyn ap Cynfyn in una battaglia a Gwdig. Rhys fu costretto a scappare e più tardi, in quello stesso anno, fu ucciso da Caradog ap Gruffydd del Gwent. Questo episodio è ricordato dalla cronaca Brut y Tywysogion come la "vendetta per il sangue di Bleddyn ap Cynfyn".
Trahaearn regnò fino al 1081, quando Gruffydd ap Cynan ritornò dall'Irlanda con un'armata composta da danesi e irlandesi. Nella battaglia di Mynydd Carn (nord di San David's) sia Trahaearn sia Caradog furono però uccisi. Gruffydd ap Cynan prese il potere. Le fonti dicono che Trahaearn sarebbe stato ucciso da un uomo di Gruffydd ap Cynan, un irlandese di nome Gucharki.